# Маріка західна
Ма́ріка західна (Cinnyris gertrudis) — вид горобцеподібних птахів родини нектаркових (Nectariniidae). Мешкає в Центральній і Східній Африці. Раніше вважався підаидом міомбової маріки (Cinnyris manoensis).

## Поширення і екологія
Західні маріки поширені в Анголі, Замбії, Демократичній Республіці Конго, Танзанії і Малаві. Вони живуть у міомбо (лісистій савані, порослій чагарниками), поблизу річок, в парках і садах.